# ایتلینگن
ایتلینگن (به آلمانی: Ittlingen) یک شهر در آلمان است که در بادن-وورتمبرگ واقع شده‌است. ایتلینگن ۲٬۴۲۲ نفر جمعیت دارد.